# Penstemon roseus
Penstemon roseus, la campanita rosa, es una especie de planta de la familia de las plantagináceas, nativa de México.

## Descripción, hábitat y distribución
Penstemon roseus es una hierba perenne de tallos erectos, muy ramificados, de hasta 1.2 m de altura. Sus hojas glabras son opuestas y sésiles, lanceoladas a lineares, de margen aserrado y ápice acuminado. La inflorescencia es una panícula terminal. Las flores de corola tubular de color rojo o carmesí, con un cáliz de cinco sépalos unidos en la base, se encuentran sobre pedicelos cortos de pubescencia glandular, con brácteas similares a las hojas pero más pequeñas. El fruto es una cápsula ovoide, de color marrón, que en la madurez presenta cuatro aberturas erectas, de la cual salen las numerosas semillas angulosas de unos 2 mm de largo. Florece en la estación lluviosa y fructifica en la estación seca, cuando las partes aéreas de la planta se secan.
Penstemon roseus es una planta endémica de México, donde es común en zonas serranas de clima templado subhúmedo y semifrío, entre los 2000 y los 3900 metros sobre el nivel del mar. Habita bosques de coníferas, bosques mixtos, pastizales, praderas alpinas y lugares perturbados. También crece ocasionalmente como planta ruderal en zonas urbanas.

## Importancia
Penstemon roseus es una planta de alimentación de diversas especies nectarívoras, en especial colibríes. Se emplea como forraje, planta ornamental y para obtener tinturas. También se usa en medicina tradicional para tratar diversas dolencias (reumatismo, enfermedades renales, mordeduras de serpiente).

## Nombres comunes
Agracejo, aretillo, campanita, chichilpa rojo, chulpa, cuachilpa, chulparrosa, jarrito, juanita, miguelito rojo, tarrito, tláscal, tláxcal, tlaxcoxóchitl, trompetillo.

## Taxonomía
Penstemon roseus fue descrita en 1838 por George Don, sobre un basónimo de Robert Sweet atribuido a Vicente Cervantes, en A General History of the Dichlamydeous Plants 4: 639.

### Etimología
Penstemon: nombre aplicado por John Mitchell a la especie ahora conocida como Penstemon laevigatus; es probable que signifique "casi un estambre", al provenir del latín pen, 'casi', y del griego stemon, 'estambre'. Linneo adoptó el nombre como epíteto de Chelone pentstemon, variante ortográfica que usó al asumir que Mitchell quería hacer alusión a los cinco (penta en griego) estambres que son característicos para las flores de la especie. Esta grafía sobrevivió después como nombre genérico hasta entrado el siglo XX.
roseus: epíteto latino que significa "rosado".

### Sinonimia
- Chelone rosea Cerv. ex Sweet
- Penstemon kunthii G.Don[8]